# بزن به چاک (فیلم)
بزن به چاک (انگلیسی: Beat It) فیلمی به کارگردانی گیلبرت پرت است که در سال ۱۹۱۸ منتشر شد. از بازیگران آن می‌توان به هارولد لوید، ببه دنیلز، دوروثیا والبرت، گاس لئونارد،  بل میچل و سمی بروکس اشاره کرد.